# Tragedy (groupe)
Pour les articles homonymes, voir Tragedy.
Tragedy est un groupe de punk hardcore américain, originaire de Memphis, dans le Tennessee. Ils résident actuellement à Portland, dans l’Oregon.

## Biographie
Le groupe est formé en 2000, et né des cendres des groupes His Hero Is Gone et Deathtreat. C'est à la fin de His Hero Is Gone, dont le bassiste était Carl Auge, que le groupe commence à composer certains morceaux qui apparaitront sur le premier album de Tragedy, morceaux que His Hero Is Gone jouera quelques fois lors de ses derniers concerts. Après le départ de Carl Auge, les trois membres restant (les guitaristes Todd Burdette et Yannick Lorrain et le batteur Paul Burdette) décident de créer une nouvelle formation et se délocalisent à Portland, en Oregon, pour un nouveau départ. Une fois installé, le trio recrute le bassiste Billy Davis (de From Ashes Rise).
Un an plus tard, en 2001, le groupe publie son premier album studio, l'éponyme Tragedy, publié au label Skuld Records. Un EP intitulé Can We Call this Life? est également publié en 2001. Il est suivi par un deuxième album, intitulé Vengeance, auto-produit, qui comprend au total dix chansons, félicité par l'ensemble de la presse spécialisée,. En 2003 sort un split avec le groupe Totalitär. Tragedy publie l'album Nerve Damage en 2006. Ils effectuent par la suite plusieurs tournées américaines. En 2008, Tragedy et le groupe japonais Blowback sont annoncés du 25 mai au 7 juin en tournée américaine.
En 2012, le groupe publie son premier album studio en six ans, Darker Days, au label Tragedy Records. En 2014, le groupe annonce des dates avec Neurosis notamment au Bestia Festival et Maryland Deathfest.

## Membres
- Todd Burdette - guitare, chant (également dans Deathreat, Severed Head of State et WarCry, jouait dans Copout, His Hero is Gone et Call the Police)
- Yannick Lorrain - guitare (jouait dans His Hero is Gone et Union of Uranus)
- Billy Davis - basse, chant (également dans Deathreat, jouait dans Copout et From Ashes Rise)
- Paul Burdette - batterie (également dans Deathreat et Criminal Damage, jouait dans His Hero is Gone et Call the Police)